# 小竹無二雄
小竹 無二雄（こたけ むにお、1894年11月30日 - 1976年9月18日）は、日本の化学者。大阪大学名誉教授、大阪市立大学名誉教授。元日本化学会会長。元日本学士院会員。帝国学士院賞受賞。

## 人物・経歴
富山県出身。旧制・北海道廳立上川中學校（現・北海道旭川東高等学校）、旧制・第七高等学校造士館を経て、1920年東北帝国大学理学部化学科卒業、理化学研究所助手。1928年東北帝国大学理学博士。1932年大阪帝国大学理学部教授。1944年帝国学士院賞受賞。1946年食品化学研究所（現サントリー生命科学財団）理事長。1949年大阪市立大学理工学部教授、初代大阪市立大学理工学部長。1955年大阪大学名誉教授、大阪市立大学名誉教授。1962年大阪府科学教育センター所長。1974年日本学士院会員。元日本化学会会長。指導学生にサントリー第2代社長の佐治敬三など。